# Cola cauliflora
Cola cauliflora är en malvaväxtart som beskrevs av Maxwell Tylden Masters. Cola cauliflora ingår i släktet Cola och familjen malvaväxter. Inga underarter finns listade i Catalogue of Life.